# مونيكا فيت
مونيكا فيت (بالألمانية: Monika Feth) (ولدت في هاغن في عام 1951) هي كاتبة وصحفية ألمانية.

## حياتها
بعد أن أنهت مونيكا فيت دراستها في علوم الأدب في بون، عملت صحفية في عدة صحف، وأعدت العديد من المختارات الأدبية، وكتبت كذلك للإذاعة.
وقد كتبت بجوار الروايات العديد من الكتب للأطفال والشباب. وترجمت كتبها إلى حوالي 13 لغة منها البرتغالية والصينية واليونانية.
وقد حصلت في عام 1992 على جائزة البقرة الضاحكة عن روايتها الطريق عبر الكتب.ورُشحت من خلال روايتها قاطف الفراولة (بالألمانية: Der Erdbeerpflücker)  لجائزة هانزيورج مارتن في عام 2004. وكانت آخر رواياتها صدورا هي رواية جامع الزجاج المحطم في أبريل 2007.

## من أعمالها
- حين حرمت الألون.
- الفتاة الزرقاء.
- جامع الأفكار.
- قاطف الفراولة.
- رسام الفتيات.
- الرسام والمدينة والبحر.
- ماسح اللافتات.
- الطريق عبر الكتب.
- الأيام الزرقاء والرمادية.
- جامع الزجاج المحطم.

## روابط خارجية
- مونيكا فيت على موقع IMDb (الإنجليزية)
- مونيكا فيت على موقع ميوزك برينز (الإنجليزية)